# Бета-сэндвич

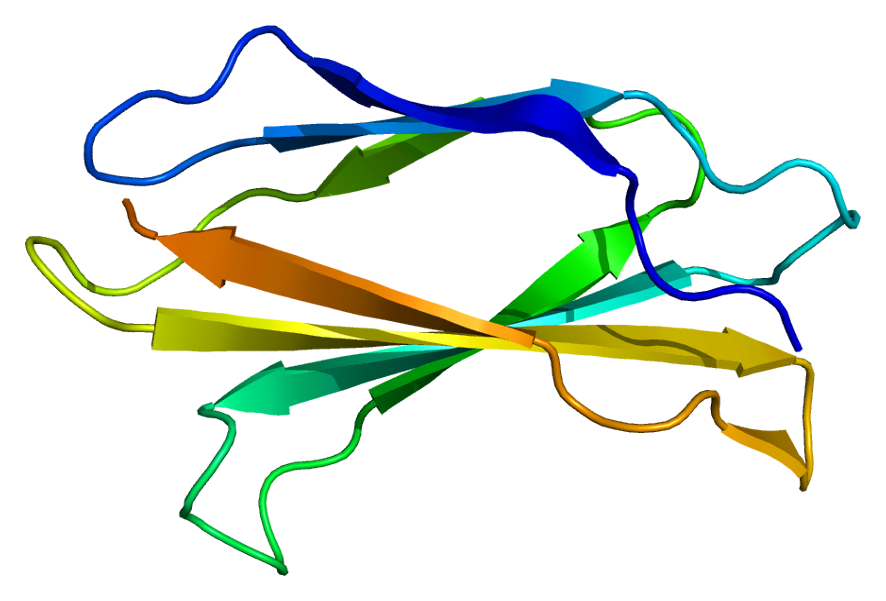
Иллюстрация бета-сэндвича на примере тенасцина C (PDB:).

β-сэндвич домены состоят из 80-350 аминокислот и обычно встречаются в белках. Они характеризуются двумя противопоставленными антипараллельными β-листами. Количество нитей, обнаруживаемых в таких доменах, может отличаться от одного белка к другому. β-сэндвич-домены встречаются во множестве типов различных укладок.
Укладка иммуноглобулинового типа, обнаруженная в антителах (Ig-складка), состоит из сэндвич-структуры двух групп антипараллельных β-цепей (7 и 9 шт.), расположенных в двух β-листах с мотивом «греческий ключ». Мотив «греческий ключ» также встречается в транстиретине человека.
Мотив «желейный рулет», являющийся развитием мотива «греческий ключ», обнаруживается в углеводсвязывающих белках, таких как конканавалин А и различных лектинах, в коллаген- связывающем домене Staphylococcus aureus Adhesin и в модулях, связывающих фибронектин, как в тенасцине (третий повтор фибронектина типа III). Лектиновый домен L-типа представляет собой разновидность мотива «желейный рулет». Домен C2 в его типичной версии (PKC-C2) представляет собой β-сэндвич, состоящий из 8 β-цепей.